# Carlos García Cuervo
Carlos Manuel García Cuervo (Gijón, Asturias, España, 24 de septiembre de 1946), conocido como García Cuervo, es un exfutbolista y exentrenador español. 

## Trayectoria

### Como futbolista
Sus inicios como jugador tuvieron lugar en equipos gijoneses de barrio, como la Cultural de La Calzada, La Braña Club de Fútbol o el club La Camocha, antes de incorporarse al Real Sporting de Gijón en la campaña 1965-66, cuando el conjunto rojiblanco militaba en Segunda División. Se mantuvo en la plantilla durante siete temporadas, aunque gozó de pocas oportunidades desde la llegada del guardameta Jesús Castro en 1968. Aun así, vivió un ascenso a Primera División en la campaña 1969-70 y llegó a debutar en la máxima categoría el 27 de septiembre de 1970 ante el Elche C. F.
En 1972 se concretó su traspaso al Burgos C. F., equipo con el que disputó trece encuentros y cosechó un descenso a Segunda División en la temporada 1972-73. Después de otra campaña en la categoría de plata, en la que jugó doce partidos y el Burgos consiguió la permanencia tras vencer a la S. D. Eibar en la promoción, recaló en las filas del C. E. Sabadell F. C. Allí sólo tuvo presencia en cinco encuentros de la temporada 1974-75 y el equipo fue relegado a la Tercera División. En 1975 fichó por el Real Jaén C. F., con el que consiguió ascender a Segunda División tras proclamarse campeón del grupo 4 de la tercera categoría. Un año después repitió éxito con el Xerez C. D., aunque esta vez promocionó a la recién creada Segunda División B, en la que jugó durante la temporada 1977-78 antes de poner fin a su carrera deportiva.

### Como entrenador
En la temporada 1984-85 dirigió en Tercera División al C. D. San Martín, equipo con el que disputó la fase de ascenso a Segunda División B en la que cayó derrotado ante el Real Burgos C. F. En la temporada 1986-87 consiguió el ascenso a Segunda División B con el Caudal Deportivo tras llevar al equipo al primer puesto del grupo 2 de Tercera División. En 1987 pasó a dirigir al Sporting Atlético, con el que consechó un nuevo ascenso a Segunda División B en la campaña 1988-89 tras conquistar su segundo campeonato de Tercera División.
El 10 de octubre de 1989 se hizo cargo del banquillo del Real Sporting de Gijón en sustitución del cesado Jesús Aranguren. Al término de la temporada 1989-90 se confirmó su continuidad al frente del equipo rojiblanco por una campaña más, pero el 27 de noviembre de 1990 fue destituido tras encadenar una serie de malos resultados. En diciembre de 1992 llegó a un acuerdo para dirigir al Real Avilés Industrial C. F. en Segunda División B. No obstante, el 16 de abril de 1993 regresó al Sporting para relevar a Bert Jacobs como entrenador.
A partir de la temporada 1993-94, compaginó el cargo de secretario técnico del Sporting con la dirección de la Escuela de fútbol de Mareo. El 9 de marzo de 1995 inició su tercera etapa como entrenador sportinguista tras el cese de Mariano García Remón, aunque no llegó a terminar la campaña y fue sustituido por Ricardo Rezza en el mes de junio, días antes de disputarse la promoción ante la U. E. Lleida. A pesar de que continuó vinculado al Sporting como director deportivo, el día 8 de julio rescindió su contrato con la entidad.

## Clubes

### Como futbolista
| Equipo               | País   | Año       |
| -------------------- | ------ | --------- |
| Real Gijón           | España | 1965-1972 |
| Burgos C. F.         | España | 1972-1974 |
| C. E. Sabadell F. C. | España | 1974-1975 |
| Real Jaén C. F.      | España | 1975-1976 |
| Xerez C. D.          | España | 1976-1978 |

### Como entrenador
| Equipo                       | País   | Año       |
| ---------------------------- | ------ | --------- |
| C. D. San Martín             | España | 1984-1985 |
| Caudal Deportivo             | España | 1986-1987 |
| Sporting Atlético            | España | 1987-1989 |
| Real Sporting de Gijón       | España | 1989-1990 |
| Real Avilés Industrial C. F. | España | 1992-1993 |
| Real Sporting de Gijón       | España | 1993 1995 |